# 葉常棣
叶常棣（1933年—2016年11月16日），中华民国空军军官，广东惠阳人。
叶常棣从1960年开始驾飞机侦察中国大陆，任空军少校飞行员。1963年2月叶常棣被派往美国接受U-2侦察机训练，为34期学员。8月，调入黑猫中队，获飞虎奖章一座。蒋11月1日，叶常棣奉命驾驶U-2侦察机至上饶地区上空时，被解放军击中，叶常棣乘降落伞降落后民兵俘虏。之后在中国大陆囚禁劳改。1969年11月，获释后，安置在湖北武汉市。1981年，调入华中工学院工作，享受讲师待遇，为钱伟长翻译著作。1982年11月，获准回台湾探亲。因为当时两岸并无交流，于是滞留香港。1983年5月2日美国中央情报局安排赴美国定居。1990年，回到台湾，办理退伍。2016年11月16日病逝于台北市，享寿84岁。